# إرنست سيمبسون
إرنست سيمبسون (17 ديسمبر 1875 - 2 أكتوبر 1917) (بالإنجليزية: Ernest Simpson)‏ هو لاعب كريكت بريطاني.

## وصلات خارجية
- إرنست سيمبسون على موقع إي آس بي آن كريك إنفو (الإنجليزية)